# Ronald Muldrow
Ronald Muldrow (Chicago, 2 februari 1949 - Los Angeles, 31 januari 2007) was een Amerikaanse jazzgitarist in de souljazz en de hardbop.

## Biografie
Muldrow formeerde al in de highschool eigen bands. Hij studeerde jazz aan de Roosevelt-universiteit in Chicago (bachelor) en verdiepte zijn studies in studio- en jazzgitaar aan de USC Thornton School of Music (master). Hij werkte vervolgens met The Staple Singers en speelde ook met Willie Bobo, Les McCann en Dizzy Gillespie. Hij werd vooral bekend door zijn werk met Eddie Harris, die hij kenmerkte als zijn muzikale vader en met wie hij sinds eind jaren 1960 meer dan 20 jaar samenwerkte.
Bekend werden opnamen als That Is Why You're Overweight (1976) en I Need Some Money (1975). Hij toerde met Ronnie Laws en Maceo Parker. Met de formatie Dizzazz van de zanger en saxofonist Luther Thomas trad hij op tijdens het jazzfestivan in Moers. In 1992 werkte hij weer mee op een album van Eddie Harris met Listen Here!. Vanaf 1996 trad hij met eigen bands regelmatig op in clubs in Los Angeles. Hij speelde ook tijdens het Newport Jazz Festival. Zijn gitaarstijl werd beïnvloed door de jazzgitarist Wes Montgomery, aan wie hij een album wijdde.

## Discografie

### Soloalbums
- 1991: Gnowing You (L+R Records) met Larry Goldings, Jimmy Madison
- 1995: Diaspora (Enja Records)
- 1996: Facing Wes

### Albums als sideman van Eddie Harris
- 1999: In The U.K. / Is It In; 1973 (cd) met Eddie Harris, Albert Lee, Jeff Beck, Steve Winwood, Chris Squire, Alan White, Tony Kaye, Rufus Reid
- 1975: I Need Some Money (Atlantic Records)
- 1976: That is Why You're Overweight, (Atlantic Records)
- 1992: Listen Here! (Enja Records)